# Lassina Traoré
Lassina Chamste Soudine Franck Traoré, mais conhecido como Lassina Traoré (Bobo Diulasso, 12 de Janeiro de 2001) é um futebolista burquino que joga como atacante. Atualmente, defende o Shakhtar Donetsk e a seleção de Burquina Fasso.

## Carreira

### Começo
Pouco depois de seu aniversário de 18 anos, Traoré mudou-se para a Europa e entrou Ajax em janeiro de 2019, assinando um contrato de 3 anos e meio. Antes do Ajax, já havia jogado pelo Rahimo, clube de seu país natal, e estava em um dos times filiados ao clube holandês, o Ajax Cape Town, da África do Sul.

### Ajax
Traoré foi selecionado para um jogo oficial pela primeira vez na derrota fatídica para o Tottenham, em jogo válido pela volta das semifinais da Liga dos Campeões da UEFA, no 8 de maio de 2019 e fez sua estréia 4 dias depois, entrando nos segundos finais da vitória por 4 a 1 sobre o Utrecht, em jogo da Eredivisie.
Após sua estreia, Traoré ficou 5 meses sem atuar pelo Ajax, entrando novamente em  um jogo no dia 27 de outubro de 2019, entrando no segundo tempo da vitória por 4 a 0 sobre o Feyenoord.
Em 24 de outubro de 2020, Traoré marcou 5 gols e deu 3 assistências na avassaladora goleada de 13 a 0 sobre o VVV-Venlo, sendo essa a maior goleada da história da Eredivise. 3 dias depois, Traoré marcou seu primeiro gol em competições continentais no empate por 2 a 2 com o Atalanta, em jogo válido pela fase de Liga dos Campeões da UEFA de 2020–21.
Após boas performances em outubro de 2020 e pelo seu envolvimento em 8 dos 13 gols da goleada do Ajax sobre o Venlo, Traoré foi nomeado o jogador do mês da Eredivise. Fez ao todo 31 jogos pelo clube neerlandês, fazendo 12 gols.

### Shakhtar Donetsk
Em 18 de junho de 2021, foi anunciado como novo reforço do Shakthar Donetsk, da Ucrânia, assinando por cinco temporadas. Fez dois gols na vitória de 3–0 sobre Dynamo Kyiv na Supercopa da Ucrânia de 2021, ajudando o clube a se sagrar campeão do torneio pela 9ª vez.

## Seleção burquinense
Traoré estreou pela seleção do Burkina Faso no dia 4 de maio de 2017, durante um amistoso contra o Benin.
Foi convocado para a disputa de 2 partidas válidas pela qualificações para a Copa das Nações Africanas de 2021, contra a Uganda e o Sudão do Sul, nos dias 24 e 29 de março, respectivamente.
Em 25 de agosto de 2021, foi convocado para dois amistosos contra o Niger e Argélia, nos dias 2 e 9 de setembro, respectivamente. Fez um dos gols na vitória de 2–0 sobre o Niger, de pênalti.

## Estilo de jogo
Embora não seja tão alto (1,83 m), Lassina Traoré é um atacante que marca presença na grande área graças ao seu forte físico. Embora a sua fisicalidade seja importante para o seu jogo, Traoré não é o típico " alvo ", nem o típico " caçador furtivo ". Sua melhor definição é  um "atacante completo" que contribui para a fase de construção e que poderia muito bem jogar em um ataque de dois homens.

## Vida pessoal
Os pais de Traoré eram futebolistas, tendo sua mãe de sido capitã da seleção feminina de futebol de Burquina Fasso. Seu primo, Bertrand Traoré, também é jogador de futebol profissional e joga como ponta-direita.

## Estatísticas
Atualizadas até dia 9 de setembro de 2021.[carece de fontes?]

### Clubes
| Clube             | Temporada         | Campeoanto Nacional | Campeoanto Nacional | Campeoanto Nacional | Copa Nacional | Copa Nacional | Copa Nacional | Campeonato Continental | Campeonato Continental | Campeonato Continental | Outras Competições | Outras Competições | Outras Competições | Total | Total | Total  |
| Clube             | Temporada         | Jogos               | Gols                | Assist              | Jogos         | Gols          | Assist        | Jogos                  | Gols                   | Assist                 | Jogos              | Gols               | Assist             | Jogos | Gols  | Assist |
| ----------------- | ----------------- | ------------------- | ------------------- | ------------------- | ------------- | ------------- | ------------- | ---------------------- | ---------------------- | ---------------------- | ------------------ | ------------------ | ------------------ | ----- | ----- | ------ |
| Jong Ajax         | 2018–19           | 14                  | 8                   | 3                   | 0             | 0             | 0             | —                      | —                      | —                      | —                  | —                  | —                  | 14    | 8     | 3      |
| Jong Ajax         | 2019-20           | 17                  | 13                  | 5                   | 0             | 0             | 0             | —                      | —                      | —                      | —                  | —                  | —                  | 17    | 13    | 5      |
| Jong Ajax         | 2020–21           | 11                  | 2                   | 1                   | 0             | 0             | 0             | —                      | —                      | —                      | —                  | —                  | —                  | 11    | 2     | 1      |
| Jong Ajax         | Total             | 42                  | 23                  | 9                   | 0             | 0             | 0             | 0                      | 0                      | 0                      | 0                  | 0                  | 0                  | 43    | 23    | 9      |
| Ajax              | 2018–19           | 1                   | 0                   | 0                   | 0             | 0             | 0             | 0                      | 0                      | 0                      | —                  | —                  | —                  | 1     | 0     | 0      |
| Ajax              | 2019–20           | 9                   | 2                   | 2                   | 2             | 2             | 2             | 1                      | 0                      | 0                      | 0                  | 0                  | 0                  | 12    | 4     | 4      |
| Ajax              | 2020–21           | 12                  | 7                   | 6                   | 0             | 0             | 0             | 6                      | 1                      | 2                      | —                  | —                  | —                  | 18    | 8     | 8      |
| Ajax              | Total             | 22                  | 9                   | 8                   | 2             | 2             | 0             | 7                      | 1                      | 2                      | 0                  | 0                  | 0                  | 31    | 12    | 12     |
| Shakhtar Donetsk  | 2021–22           | 7                   | 6                   | 0                   | 0             | 0             | 0             | 6                      | 1                      | 0                      | 1                  | 2                  | 0                  | 14    | 8     | 0      |
| Shakhtar Donetsk  | Total             | 7                   | 6                   | 0                   | 0             | 0             | 0             | 6                      | 1                      | 0                      | 1                  | 2                  | 0                  | 14    | 8     | 0      |
| Total na carreira | Total na carreira | 71                  | 38                  | 15                  | 2             | 2             | 0             | 13                     | 2                      | 2                      | 1                  | 2                  | 0                  | 88    | 43    | 19     |

### Seleção
Atualizadas até dia 9 de setembro de 2021.[carece de fontes?]
| Seleção        | Ano   | Jogos | Gols |
| -------------- | ----- | ----- | ---- |
| Burquina Fasso | 2017  | 4     | 3    |
| Burquina Fasso | 2018  | 0     | 0    |
| Burquina Fasso | 2019  | 4     | 0    |
| Burquina Fasso | 2020  | 4     | 2    |
| Burquina Fasso | 2021  | 5     | 2    |
| Total          | Total | 17    | 7    |

#### Gols pela Seleção
| N. | Data                   | Local                                             | Adversário      | Gol | Resultado | Competição                                            |
| -- | ---------------------- | ------------------------------------------------- | --------------- | --- | --------- | ----------------------------------------------------- |
| 1. | 4 de maio de 2017      | Stade du 4 Août, Uagadugu, Burquina Fasso         | Benim           | 1–0 | 1–1       | Amistosos                                             |
| 2. | 21 de maio de 2017     | Stade de l'Amitié, Cotonou, Benim                 | Benim           | 1–1 | 2–2       | Amistosos                                             |
| 3. | 21 de maio de 2017     | Stade de l'Amitié, Cotonou, Benim                 | Benim           | 2–1 | 2–2       | Amistosos                                             |
| 4. | 12 de novembro de 2020 | Stade du 4 Août, Uagadugu, Burquina Fasso         | Malawi          | 1–0 | 3–1       | Qualificação para a Copa das Nações de África de 2021 |
| 5. | 12 de novembro de 2020 | Stade du 4 Août, Uagadugu, Burquina Fasso         | Malawi          | 2–0 | 3–1       | Qualificação para a Copa das Nações de África de 2021 |
| 6. | 5 de junho de 2021     | Stade Olympique D'ebimpé, Abidjã, Costa do Marfim | Costa do Marfim | 1–0 | 2–1       | Amistoso                                              |
| 7. | 2 de setembro de 2021  | Estádio de Marraquexe, Marraquexe, Marrocos       | Níger           | 2–0 | 2–0       | Eliminatórias da Copa do Mundo de 2022                |

## Títulos
Ajax
- Eredivisie: 2018–19, 2020–21
- Copa KNVB: 2018–19, 2020–21

Shakhtar Donetsk
- Supercopa da Ucrânia: 2021

### Prêmios individuais
- Jogador do mês de outubro da Eredivisie: 2020
- Seleção Sub-20 da CAF pela IFFHS: 2021[17]